# خلیل جادالله
خلیل جادالله (انگلیسی: Khalid Gadallah؛ زادهٔ ۱۹۵۵) بازیکن فوتبال است.
وی همچنین در تیم ملی فوتبال مصر بازی کرده‌است.